# Mausoleopsis funebris
Mausoleopsis funebris är en skalbaggsart som beskrevs av Lansberge 1882. Mausoleopsis funebris ingår i släktet Mausoleopsis och familjen Cetoniidae. Inga underarter finns listade i Catalogue of Life.